# Solonggod L. Hurcabaatur

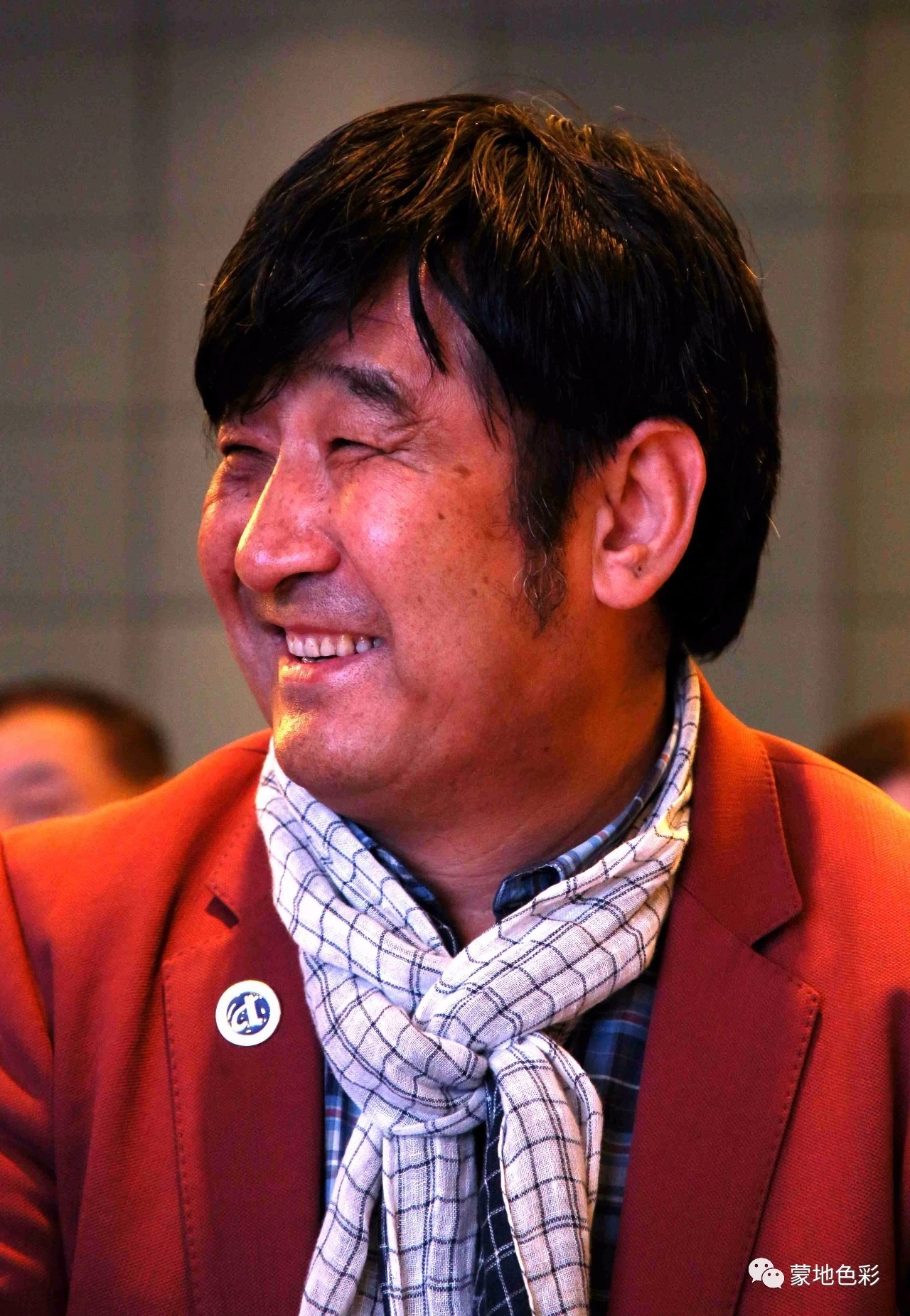
Hurcabaatur Solonggod

Solonggod L. Hurcabaatur, auch Solongɣod L • Qurčabaɣatur (mongolisch ᠰᠣᠯᠣᠩᠭᠣᠳ ᠯ • ᠬᠤᠷᠴᠠᠪᠠᠭᠠᠲᠤᠷ. kyrillisch Солонгод овогт Лоосалын Хурцбаатар, chinesisch 苏龙格德·L·胡日查巴特尔 * 23. September 1959, Innere Mongolei, VR China) ist ein mongolischer Ethnologe und Zentralasienkundler.

## Werdegang

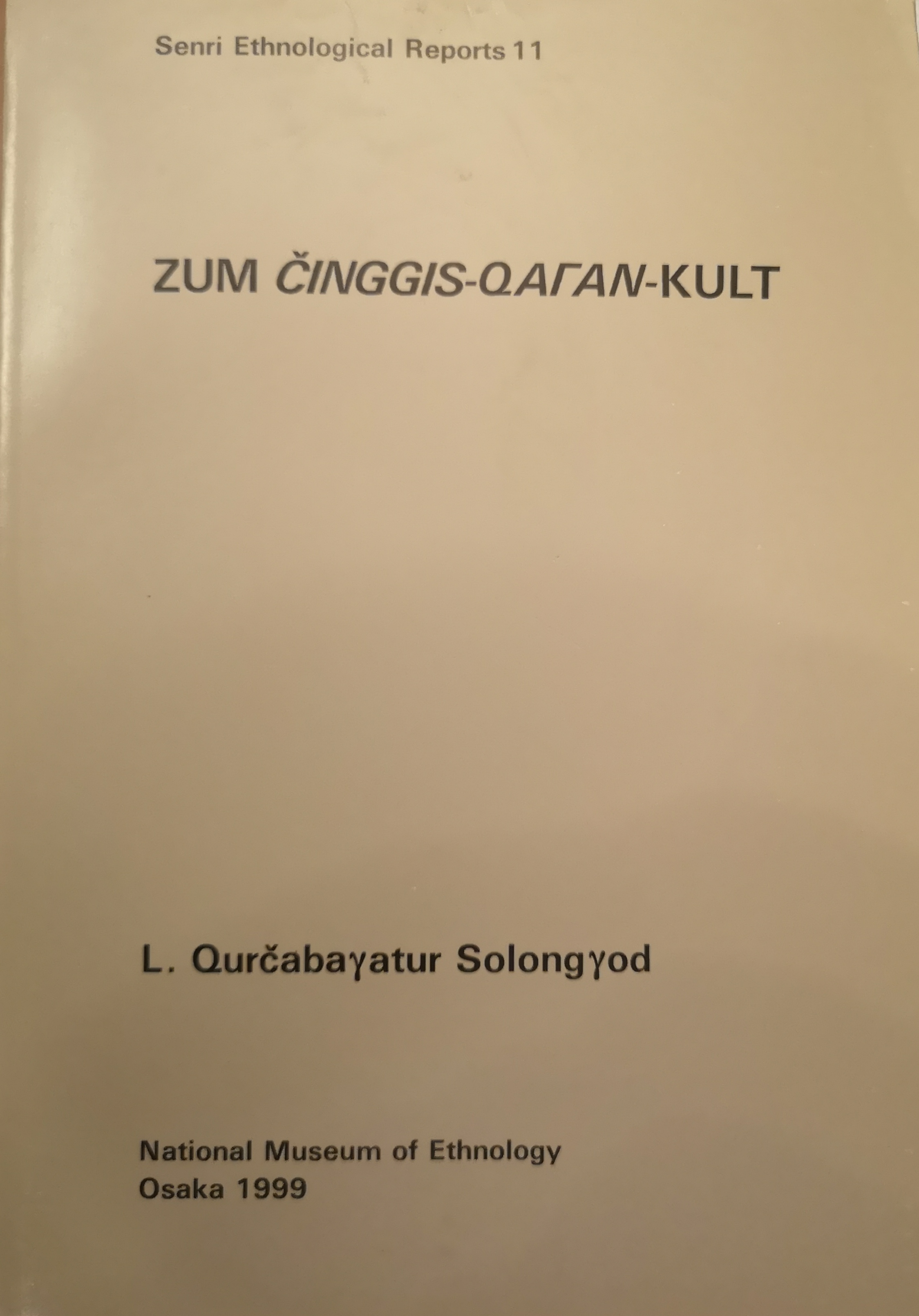
Tschingis-Khan-Kult, 1999, Osaka

Solonggod Hurcabaatur wurde am 23. September 1959 im Otoɣ-Banner des Ordos-Gebietes der Inneren Mongolei (VR China) als zweiter Sohn von Lohsal Solonggod und seiner Ehefrau Lonton geboren. Von 1971 bis 1974 besuchte er die Grundschule. 1974 arbeitete er zwei Jahre lang als Hirte in seiner Heimat. Von 1976 bis 1978 studierte er Redaktionswesen an der Fachhochschule für Mongolisch der Inneren Mongolei. 1980 schloss er sein Studium in Bibliothekswissenschaft an der Universität der Inneren Mongolei in Hohhot ab. Im selben Jahr begann er als Bibliothekar und Zeitschriftenredakteur für Ethnologie und Nationalitätenfragen an der Hochschule für Beamten der Inneren Mongolei in Hohhot bis 1989 zu arbeiten. Im März 1989 ging er auf Einladung von Walther Heissig als Gastwissenschaftler an die Universität Bonn. Danach veröffentlichte er sein Buch Die Gebets-Opferkultur des mongolischen Schamanismus. 1996 absolvierte Solonggod Hurcabaatur das Magisterstudium im Fach Völkerkunde als Hauptfach und Sinologie als 1. Nebenfach an der Universität zu Köln und Zentralasienkunde als 2. Nebenfach an der Universität Bonn. Danach promovierte er im Jahre 1999 im Fach Religionswissenschaft an der Universität Tübingen. Von April bis August 1999 war er als Gastwissenschaftler im National Museum of Ethnology in Osaka, Japan. Dort veröffentlichte er sein fünftes Buch Zum Činggis-Qagan-Kult (Tschinggis-Khan-Kult.) in deutscher Sprache. Zwischen 2000 und 2017 war er Geschäftsführer der Ordos Handel- und Reiseservice GmbH in Köln. Seit 2017 setzt er seine Forschungsarbeit fort.

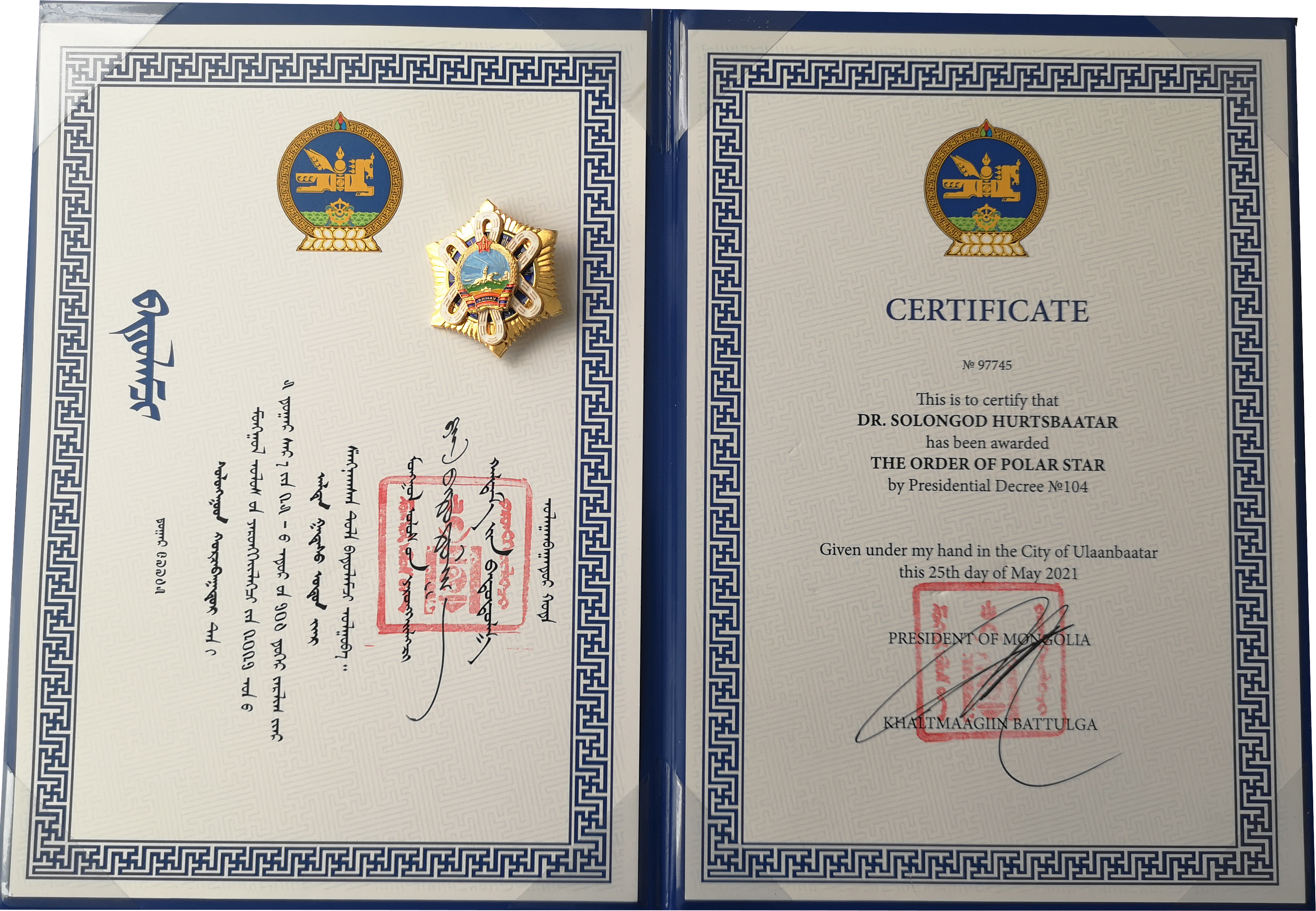
Polarstern des mongolischen Präsidenten

### Karriere
Sein im Jahr 1987 veröffentlichtes Buch Die Opferzeremonien für die 13 Ataga Himmel des Hatagin-Stammes erhielt Aufmerksamkeit bei Vertretern der Zentralasienkunde.
Walther Heissig von der Universität Bonn interessierte sich für seine Forschungsarbeit und besuchte ihn 1986 und 1987 zwei Mal in Hohhot. Solonggod Hurcabaatur beschäftigte sich mehr als 30 Jahre lang mit der traditionellen mongolischen Kultur und veröffentlichte dazu insgesamt 20 wissenschaftliche Fachbücher. Zwischen 2017 und 2021 brachte er sechs Bücher über alte mongolische Schriften und die mongolische Sprache heraus, z. B. Proto-Mongolian Language 1400 years ago – Studies of the Hüis Tolgoi Inscription (HT1) Proto Mongolian Language – Mongolian Brahmi Script” und Intensives Lehrbuch der Mongolisch-Brahmi-Schrift.
Für seine Forschung erhielt er 2021 den höchsten an Ausländer vergebenen Orden der Mongolei, den Polarstern-Orden des mongolischen Präsidenten.
Insgesamt hat er seit 1983 mehr als 50 wissenschaftliche Beiträge in Mongolisch, Chinesisch, Deutsch, Japanisch und Kyrillisch veröffentlicht.

### Bibliographie (Auswahl)
Die Namen von Solonggod L. Hurcabaatur und seine Buchtitel wurden in internationalen Bibliotheken (DNB; SBB StaBikat; British Library; Library of Congress) mit unterschiedlichen Schreibweisen eingetragen. Die Eintragungen in der deutschen Nationalbibliothek Leipzig sind annähernd vollständig.
- qatagin arban ɣurban ataɣ-a tngri-yin tayilɣ-a. Erste Ausgabe. Hailar 1987, ISBN 7-80506-178-5, S. 198. (Die Opferzeremonien für die 13 Himmel des Hatakin-Stammes)
- mit Č· Üjim-e: Mongɣol-un böge mörgül-ün tayilɣ-a takilɣ-a-yin soyul. Kulturverlag der inneren Mongolei, Hailar 1992, ISBN 7-80506-131-9, S. 427. (Die Gebets-Opferkultur des mongolischen Schamanismus, Mongolisch)
- ZUM ČINGGIS-QAГAN-KULT (Opferzeremonien des Kultes des „Großen Schwarzen Banner-Sülde mit den vier Beinen“ von Činggis Qaɣan und des Kultes der „Acht Weißen Heiligen Jurten naiman čaɣan čomčuɣ ordun“ bei den Ordos-Mongolen). Deutsch In: Senri Ethnological Reports. 11. National Museum of Ethnology, Osaka 1999.
- mit Oγonus Čoγtu: Das Goldene Buch Činggis Khans. Činggis Qaγan-u altan bičig. Kulturverlag der inneren Mongolei, Hailar 2001, ISBN 7-80506-984-0, S. 351. öbör monggol-un soyul-un keblel-ün qoriy-a. (Mongolisch)
- mit Birtalan Agnés u. a.: Studies on Mongolian Shamanic Offerings and Sacrifices, monggol-un böge mörgül-ün tayilɣ-a takilɣ-a-yin sudulal. 4 Bände. Elias Verlag IMoFif e.V., Köln 2012, ISBN 978-3-943553-00-0. (Mongolisch)
- mit Ögeled D. Bayatur: The origin of the written culture of the Mongols or the old Turkic inscriptions. mongγilčud-un uuγal bičig-ün soyul-un egüsül boyu köke türüg bičig (Solonggod L. Qurčabagatur-un qadaɣalamǰi sudulal-un čubural②). Elias Verlag IMoFif e.V., Köln 2018, ISBN 978-3-943553-10-9, S. 440. (Mongolisch)
- Proto-Mongolian Language 1400 years ago – Studies of the Hüis Tolgoi Inscription (HT1). 1400 ǰil-un emüneki ebüge mongγol kele- küisü toluγai-yin bičgesü-yin (HT1) sudulul (Solongγod L. Qurčabaγatur-un qadaγalamǰi sudulal-un čubural①). Elias Verlag IMoFif e.V., Köln 2019, ISBN 978-3-943553-11-6, S. 380. (Mongolisch)
- Proto-Mongolian Language 1400 years ago – Studies of the Hüis Tolgoi Inscription (HT1). 1400 ǰil-un emüneki ebüge mongγol kele- küisü toluγai-yin bičgesü-yin (HT1) sudulul (Solongγod L. Qurčabaγatur-un qadaγalamǰi sudulal-un čubural④). Elias Verlag IMoFif e.V., Köln 2020, ISBN 978-3-943553-05-5, S. 388. (Mongolisch)
- Proto Mongolian Language – Mongolian Brahmi Script. ebüge mongγol kele – mongγol brahmi bičig (Solongγod L. Qurčabaγatur-un qadaγalamǰi sudulal-un čubural⑥). Elias Verlag IMoFif e.V,. Köln, 2021, ISBN 978-3-943553-04-8, S. 436. (Mongolisch)
- Intensives Lehrbuch der Mongolisch-Brahmi-Schrift. Monγol Brahmi bičig-i türgen surqu bičig (Solongγod L. Qurčabaγatur-un qadaγalamǰi sudulal-un čubural⑦). Elias Verlag IMoFif e.V., Köln 2021, ISBN 978-3-943553-07-9, S. 162. (Kyrillisch)